# Shinehead
Edmund Carl Aiken (Kent, 10 de abril de 1962) mejor conocido por su nombre artístico Shinehead, es un cantante de reggae Jamaicano.

## Primeros años
Nacido de padres jamaicanos en Inglaterra a los 4 años de edad se mudó a Jamaica para luego establecerse en Nueva York, específicamente en el Bronx en 1976. Comenzó su carrera musical actuando para diferentes sound systems de reggae dancehall de la ciudad de Nueva York en la década de 1980, especialmente para Downbeat the Ruler de Tony Screw en el Bronx.

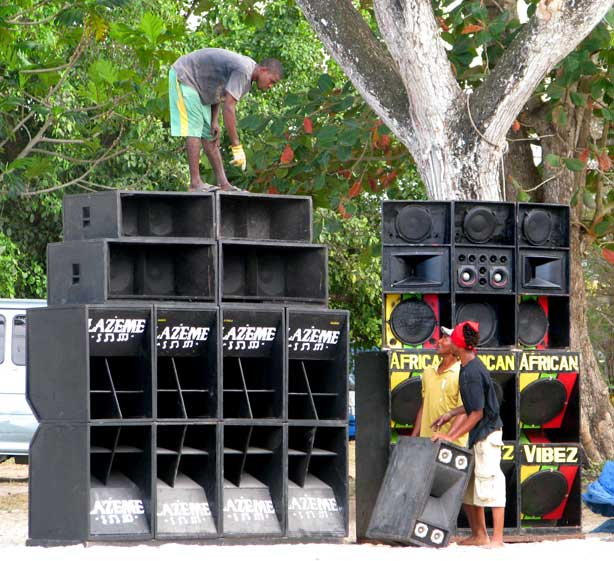
Soundsystem "African Vibez & Lazeme" en Long Bay, Negril, Jamaica.

## Carrera musical
Su debut discográfico fue en 1986 en el sello independiente African Love Music con "Who the Cap Fits (Let Them Wear It)" del álbum Rough & Rugged. En sus inicios, Jeff Buckley dirigió su banda con la guitarra y ayudó en la voz. Apareció en el álbum de Sly and Robbie, Rhythm Killers (1987).
Shinehead firmó un contrato de grabación con el representante de A&R Raoul Roach con Elektra Records en 1988, y permaneció con ella hasta 1995. Su sencillo más conocido es la versión de "Englishman In New York" de Sting, retitulada "Jamaican In New York" (1993). En el Reino Unido, alcanzó el puesto 30 en abril de 1993. El sencillo apareció en el álbum Sidewalk University.
Se le atribuye en gran medida el mérito de ser uno de los artistas pioneros del cruce del hip-hop con el reggae (reggae fusión también conocido como ragga hip-hop), con canciones como "Try My Love" de 1992. El talento vocal de Shinehead en varios temas de los álbumes "Unity" (1988) y "The Real Rock" (1992). Su estilo de DJ se puede escuchar en temas estelares como “Cigarette Breath”, “Gimme No Crack” y “Do It With Ease”. El enfoque melódico y singjay de Shinehead está presente en canciones como "Strive", mientras que aporta más sabor hip-hop en temas como "Chain Gang" que fue el primer video lanzado durante un episodio de la temporada regular de Yo! MTV Raps, en 1988.
En octubre del 2014 fue anunciado oficialmente por primera vez el Soundsystem Kingston12 Hi-Fi fabricado a medida, un proyecto de Sinehead junto a DJ Papalotl, para el Welcome to Jamrock Reggae Cruise de Damian Marley. En 2015, tocó en el CES en Las Vegas. El 1 de julio de 2020, fue honrado como "Game Changer" por el Día Internacional del Reggae, debido a sus contribuciones a la culturay para el 2024 celebra el 40 aniversario de su disco debut donde incluyó una versión de "Billie Jean" de Michael Jackson.

## Discografía

### Álbumes
- Rough & Rugged (1986)
- Unity (1988)
- The Real Rock (1990)
- Sidewalk University (1992)
- Troddin' (1994)
- Praises (1999)[14]

### Sencillos en las listas
| Billboard 200 | Billboard 200          | Billboard 200 | Billboard 200          | Billboard 200       |
| Tema          | Fecha de estreno       | Posición      | Top                    | Semanas en la lista |
| ------------- | ---------------------- | ------------- | ---------------------- | ------------------- |
| Unity         | 5 de noviembre de 1988 | 185           | 3 de diciembre de 1988 | 4                   |
| The Real Rock | 28 de julio de 1990    | 155           | 4 de agosto de 1990    | 5                   |

| Título                 | Año  | Posiciones máximas en las listas | Posiciones máximas en las listas | Posiciones máximas en las listas | Posiciones máximas en las listas | Posiciones máximas en las listas | Posiciones máximas en las listas | Posiciones máximas en las listas | Álbum               |
| Título                 | Año  | UK                               | AUS                              | BEL (FL)                         | FRA                              | GER                              | NZ                               | SWE                              | Álbum               |
| ---------------------- | ---- | -------------------------------- | -------------------------------- | -------------------------------- | -------------------------------- | -------------------------------- | -------------------------------- | -------------------------------- | ------------------- |
| "Jamaican in New York" | 1993 | 30                               | 97                               | 34                               | 17                               | 31                               | 5                                | 21                               | Sidewalk University |
| "Let 'Em In"           | 1993 | 70                               | —                                | —                                | —                                | —                                | 13                               | —                                | Sidewalk University |

- El tema Creep incluido en el álbum CrazySexyCool (1994) de la banda TLC contiene una muestra de "Who the Cap Fits", escrita by Edmund Carl Aiken e interpretada por Shinehead, publicada por African Love Music/Def American Songs, Inc. bajo la licencia de African Love Music.[20]
- Gotta Get Mine de Born Jamericans lanzado en el álbum Yardcore (1997), cuenta con las colaboraciones de Mad Lion, Shinehead, Sleepy Wonder.[21]